# Lý thuyết Chủng tộc Phê phán
Lý thuyết Chủng tộc Phê phán (tiếng Anh: critical race theory, CRT) là một tổ chức học thuật pháp lý và một phong trào học thuật của các học giả và nhà hoạt động dân quyền ở Hoa Kỳ nhằm tìm cách xem xét một cách nghiêm túc luật pháp Hoa Kỳ khi nó dính líu tới các vấn đề về chủng tộc ở Hoa Kỳ và thách thức các phương pháp tiếp cận cấp tiến dòng chính Hoa Kỳ  về công bằng chủng tộc.    Nó là một thách thức đối với ý tưởng rằng Hoa Kỳ đã trở thành một xã hội mù màu nơi bản sắc chủng tộc của một người không còn ảnh hưởng đến tình trạng xã hội hoặc kinh tế của một người. CRT chủ yếu xem xét các vấn đề xã hội, văn hóa và luật pháp khi chúng liên quan đến chủng tộc và phân biệt chủng tộc ở Hoa Kỳ.  
CRT bắt nguồn từ giữa thập niên 1970 trong các bài viết của một số học giả pháp lý Mỹ, bao gồm Derrick Bell, Alan Freeman, Kimberlé Crenshaw, Richard Delgado, Cheryl Harris, Charles R. Lawrence III, Mari Matsuda và Patricia J. Williams, những người lập luận rằng phân biệt chủng tộc và quyền tối cao của người da trắng là yếu tố xác định các yếu tố của hệ thống pháp luật Mỹ - và xã hội Mỹ với quy mô lớn.  Nó nổi lên như một phong trào trong thập niên 1980, sửa đổi các lý thuyết về các nghiên cứu pháp lý phê bình (CLS) với trọng tâm chú trọng về chủng tộc.  CRT dựa trên lý thuyết phê bình  và rút ra từ các nhà tư tưởng như Antonio Gramsci, Sojourner Truth, Frederick Douglass và WEB DuBois, cũng như Black Power, Chicano, và các phong trào nữ quyền quá khích từ những thập niên 1960 và 1970. 
Trong khi không phải tất cả các nhà lý thuyết Chủng tộc Phê phán  đều có chung niềm tin, các nguyên lý cơ bản của CRT bao gồm rằng phân biệt chủng tộc và các hậu quả khác biệt về chủng tộc là kết quả của các động lực xã hội và thể chế phức tạp, thay đổi và thường tinh tế hơn là các định kiến rõ ràng và có chủ ý của các cá nhân. Các học giả CRT cũng xem chủng tộc và quan niệm người da trắng thượng đẳng là một cấu trúc xã hội  giao thoa nhằm duy trì lợi ích của người da trắng  chống lại lợi ích của các cộng đồng bị thiệt thòi nói chung. Trong lĩnh vực nghiên cứu pháp lý, CRT nhấn mạnh rằng việc chỉ làm luật mù màu trên giấy tờ có thể không đủ để làm cho việc áp dụng luật được mù màu; rõ ràng là luật mù màu có thể được áp dụng theo những cách phân biệt chủng tộc. Một khái niệm CRT chính là tính giao thoa, trong đó nhấn mạnh rằng chủng tộc có thể giao nhau với các đặc điểm bản sắc khác (chẳng hạn như giới tính và giai cấp) để tạo ra sự kết hợp phức tạp giữa quyền lực và bất lợi.
Các nhà phê bình học thuật đối với CRT cho rằng nó dựa trên chủ nghĩa xây dựng xã hội, nâng cao khả năng kể chuyện hơn bằng chứng và lý trí, bác bỏ các khái niệm về chân lý và công lao, đồng thời phản đối chủ nghĩa cấp tiến.  Kể từ năm 2020, các nhà lập pháp bảo thủ ở Hoa Kỳ đã tìm cách cấm hoặc hạn chế việc giảng dạy lý thuyết Chủng tộc Phê phán cùng với các chương trình chống phân biệt chủng tộc khác.  Những người chỉ trích những nỗ lực này nói rằng các nhà lập pháp đã định nghĩa sai hoặc trình bày sai các nguyên lý và tầm quan trọng của CRT và mục tiêu của các luật lệ đưa ra là để ngăn chặn các cuộc thảo luận rộng rãi hơn về phân biệt chủng tộc, sự bình đẳng, công bằng xã hội và lịch sử chủng tộc.